# Ali Hasan Nayfeh
Ali Hasan Nayfeh (Tulcarém, Cisjordânia, 21 de dezembro de 1933 – Amã, 27 de março de 2017) foi um engenheiro palestinense.
Graduado em engenharia, com mestrado e Ph.D. em aeronáutica e astronáutica pela Universidade Stanford. Foi desde 1976 até sua morte Professor Universitário Distinto de Engenharia da Virginia Tech.
Foi o primeiro laureado do Prêmio Thomas K. Caughey de Dinâmica, em 2008. Recebeu a Medalha Benjamin Franklin de 2014.